# Christine Lakin
Pour les articles homonymes, voir Lakin.
Christine Helen Lakin est une actrice américaine née le 25 janvier 1979 à Dallas, dans l'État du Texas.
Elle est surtout connue pour son rôle d'Alicia « Al » Lambert dans la série Notre belle famille et celui de June Phig au cinéma dans le film Sexy à tout prix ! au côté de Paris Hilton.

## Biographie
Elle est née à Dallas. Sa mère Karen (née Niedwick) et James Daley Lakin, viennent de Roswell, en Géorgie. Elle a étudié à l'université de Californie.
Elle s'est fait connaître dans la série télévisée Notre belle famille (Step by Step), créée par William Bickley et Michael Warren. Elle a partagé sa vie avec le réalisateur, producteur et scénariste américain Andy Fickman.
Depuis 2014, elle est mariée à Brandon Breault. Ensemble, ils ont deux enfants : Georgia James (née le 6 mars 2016) et Baylor B. (né le 10 septembre 2018).

## Filmographie

### Cinéma
- 2000 : À la recherche de Kelly (Finding Kelly) : Kelly Harrington
- 2000 : Big Monster on Campus : Macy
- 2000 : Dangereuse Séduction (Whatever It Takes) : Sloane
- 2001 : Jungle Juice : Rebecca
- 2001 : Buck Naked Arson : Becca
- 2002 : Getting Out : Natasha
- 2003 : Viens voir papa ! (Who's Your Daddy?) (vidéo) : Kate Reeves
- 2003 : Going Down : Jamie
- 2004 : Blue Demon (vidéo) : Katie
- 2005 : Talking in Your Sleep : Jenni
- 2005 : In Memory of My Father : Christine
- 2005 : Suits on the Loose : Danielle
- 2006 : Le Feu sur la glace 2, en route vers la gloire (vidéo) : Luanne King
- 2007 : Maxi papa (The Game Plan) : Nichole
- 2007 : Dark Mirror : Tammy
- 2007 : Mère-fille, mode d'emploi (Georgia Rule) : Grace Cunningham
- 2008 : Sexy à tout prix ! (The Hottie et the Nottie) : June Phig
- 2008 : Chronic Town : Kelly
- 2008 : Patsy : Patsy
- 2008 : Red Canyon (en) : Regina
- 2008 : Naked: A Guy's Musical : La petite amie du lycée
- 2009 : La Montagne ensorcelée (Race to Witch Mountain) : Sunday
- 2009 : Super Capers : Red
- 2009 : Wiffler: The Ted Whitfield Story : Kild Hamilton
- 2010 : Valentine's Day : Heather
- 2010 : Encore toi ! (You Again) : Taylor
- 2010 : Célibataires et en cavale (Life's a Beach) de Tony Vitale : Rebecca
- 2011 : Happy New Year : Alyssa
- 2012 : Le Choc des générations (Parental Guidance) d'Andy Fickman
- 2014 : Veronica Mars, le film de Rob Thomas : Susan Knight
- 2016 : Joyeuse fête des mères de Garry Marshall : L'hôtesse

### Télévision
- 1990 : ABC TGIF (série télévisée) : Alicia
- 1990 : La rose et le chacal (The Rose and the Jackal) (téléfilm) : Little Rose
- 1991-1998 : Notre belle famille (Step by Step) (série télévisée) : Alicia Lambert
- 1994 : ABC Sneak Peek with Step by Step (téléfilm) : Alicia Lambert
- 1998 : Sept à la maison (7th Heaven) (série télévisée) : Cassandra
- 1999 : Troisième planète après le Soleil (3rd Rock from the Sun) (série télévisée) : Michelle Solomon
- 1999 : Promise Land (série télévisée) : Dawn Sterling
- 2000 : Merci les filles (Odd Man Out) (série télévisée) : Gwen
- 2000 : Lost in Oz (téléfilm) : Jade
- 2000 : Sept jours pour agir (Seven Days) (série télévisée) : Karen
- 2000 : Opposite Sex (série télévisée) : Lisa
- 2001 : Ruling Class (téléfilm) : Sara Olszewski
- 2002 : Boston Public (série télévisée) : Cindy
- 2002 : Les Anges du bonheur (Touched by an Angel) (série télévisée) : Ashlee
- 2004 : Flammes sur la ville (Combustion) (téléfilm) : Carmen
- 2005 : Veronica Mars (série télévisée) : Susan Knight
- 2005 : Reefer Madness (téléfilm) : Jeanne d'Arc
- 2005 : Dirty Famous (téléfilm) : Tanya Bremer
- 2006 : Sons & Daughters (série télévisée) : Sydney
- 2006 : Loin des yeux (Mystery Woman) (téléfilm) : Francy
- 2006 : Les Experts : Miami (CSI: Miami) (série télévisée) : La fille d'Ethan Parker
- 2008 : Les Experts (CSI: Crime Scene Investigation) (série télévisée) : Margo Delphi
- 2008-2009 : Valentine (série télévisée) : Kate Providence
- 2009 : Bones (série télévisée) : Vanessa Newcomb
- 2009 : Rita Rocks (série télévisée) : Stephanie
- 2010 : NCIS : Enquêtes spéciales (NCIS) (série télévisée) : Double identité / Double vie, Simple Mortel (saison 7 épisode 17) : Rachel Wells
- 2011 : Hellcats (série télévisée) : Kelly
- 2012 : Les experts : Manhattan (saison 9 épisode 10) : Courteney Jensen
- 2016 : Modern family (saison 7 épisode 10) : lisa
- 2017 : Hollywood Darlings (série télévisée Netflix) : elle-même
- 2018 : Station 19 (saison 2 épisode 12) : Emmanuelle
- 2023 : The Rookie : Le Flic de Los Angeles (saison 5 épisode 18) : Camille Baudelaire

### Jeux vidéo
- 2014 : Walking dead: season two (voice) : Jane
- 2015 : Rainbow Six Siege : Valkyrie
- 2017 : Mass Effect: Andromeda : Pelessaria B'Sayle (Peebee)